# Durlstodon ensomi
Durlstodon ensomi — викопний вид ссавців, що існував у кінці юрського періоду, 145 млн років тому.

## Історія
Скам'янілі рештки тварини знайшов у 2015 році студент Портсмутського університету Грант Сміт у відкладеннях формації Юрське узбережжя у графстві Дорсет на півдні Англії. Під час палеонтологічних розкопок Грант Сміт знайшов два моляри, що належали різним тваринам. Ідентифікував та описав рештки професор Портсмутського університету Стівен Світмен. Перший зразок описано як Durlstotherium newmani, другий назвали Durlstodon ensomi.

## Назва
Родова назва Durlstodon вказує на затоку Дарлстон, на узбережжі якої знайдено голотип виду. Друга частина родової назви походить від грецького «дон», що означає «зуб». Видова назва ensomi дана на честь англійського палеонтолога Пола Енсома.